# Anders Venger

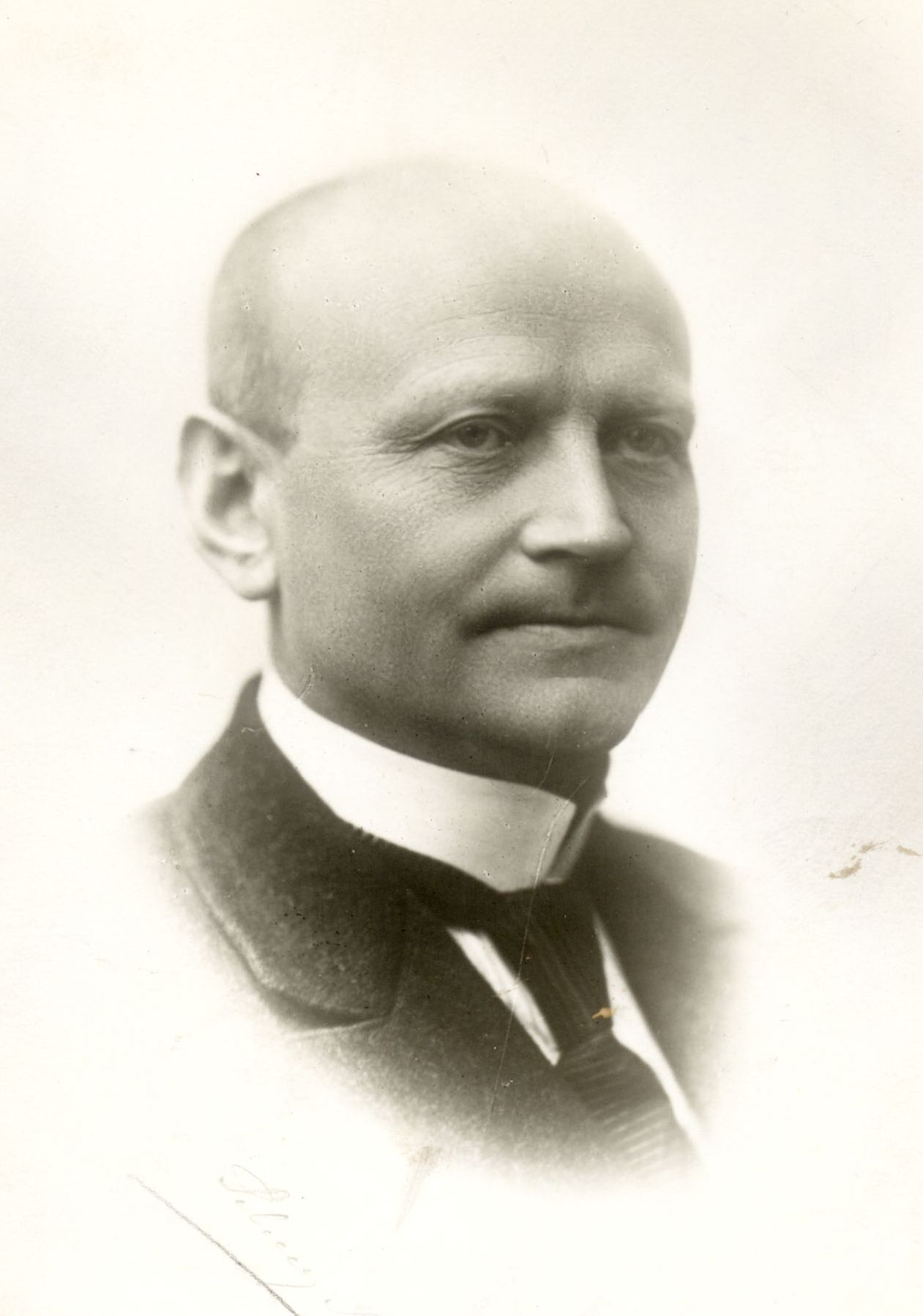
Anders Venger.

Anders Venger, född 5 januari 1872 på Tønsaker i Eidsvoll, död 23 februari 1935 i Oslo, var en norsk politiker (Høyre). 
Venger genomgick 1890–92 Sem lantbruksskola, var 1896–1902 förvaltare på egendomen Eidsvoll verk och övertog 1917 sin fädernegård i Eidsvoll.
Från 1919 var Venger ledamot av Stortinget och var 1925 Odelstingets president. Han var jordbruksminister under tiden mars 1923 till juli 1924 i Otto Bahr Halvorsens andra ministär och ministären Abraham Berge samt 1926 i ministären Ivar Lykke till den 25 juli, då han avgick, enär han jämte övriga tidigare medlemmar av Berges ministär ställts under riksrättsåtal.